# Aleksey Korovashkov
Aleksey Korovashkov (em russo:  Алексей Игоревич Коровашков, Stepnohirsk, Zaporizhzhia, 1 de abril de 1992) é um canoísta russo especialista em provas de velocidade.

## Carreira
Foi vencedor da medalha de bronze em C-2 1000 m em Londres 2012, junto com o seu colega de equipa Ilya Pervukhin.